# Ресрат
Ресрат (нім. Rösrath) — місто в Німеччині, знаходиться в землі Північний Рейн-Вестфалія. Підпорядковується адміністративному округу Кельн. Входить до складу району Райніш-Бергішер.
Площа — 38,81 км2. Населення становить 28 759 ос. (станом на 31 грудня 2020).